# African Methodist Episcopal Church
African Methodist Episcopal Church (AME Church) är ett metodistiskt trossamfund i USA som grundades 1816 av biskop Richard Allen i Philadelphia.
Kyrkans namn kommer från att den grundades av amerikaner av afrikansk härkomst; kyrkans rötter är i den metodistiska kyrkan och kyrkans högsta ledning ligger hos biskoparna (episkopalism).
Kyrkan är ansluten till Metodistiska Världsrådet.

## Historia
Absalom Jones och Richard Allen var de första två svarta metodistpastorerna i USA. De ordinerades båda till prästämbetet 1784, inom St George's United Methodist Church. Tre år senare lämnade de församlingen, i protest mot rasdiskrimineringen där. De flesta av församlingens afro-amerikanska medlemmar följde Jones och Allen och bildade 1793 the Bethel African Methodist Episcopal Church. Fler lokala församlingar, huvudsakligen bestående av afroamerikaner, bildades och AME växte fram.
1896 anslöt sig Ethiopian Church i Sydafrika, under ledning av Mangena Maake Mokone, till AMEC.